# Joël Drommel
Joël Drommel, né le 16 novembre 1996 à Bussum aux Pays-Bas, est un footballeur néerlandais qui joue au poste de gardien de but au Sparta Rotterdam, en prêt du PSV Eindhoven.

## Biographie

### FC Twente
Né à Bussum aux Pays-Bas, Joël Drommel commence le football à l'Almere City, puis il joue pour le IJsselmeervogels. Il poursuit ensuite sa formation au FC Twente, qu'il rejoint en 2014 et avec lequel il débute en professionnel. Le 12 septembre 2015, Drommel prend part à son premier match en professionnel, à l'occasion d'une rencontre d'Eredivisie, la première division néerlandaise, contre l'Ajax Amsterdam. Il est titulaire dans le but de Twente ce jour-là, et le match se termine sur un score nul de deux partout.
Lors de la saison 2018-2019 Drommel participe au sacre de champion de deuxième division du FC Twente, qui et promu dans l'élite du football néerlandais seulement un an après l'avoir quitté.

### PSV Eindhoven
Lors de l'été 2021, Joël Drommel rejoint le PSV Eindhoven. Le transfert est annoncé dès le 16 avril 2021. Il joue son premier match pour le PSV le 21 juillet 2021, lors d'une rencontre qualificative pour la phase de groupe de la Ligue des champions 2021-2022, face au Galatasaray SK. Il est titularisé et son équipe l'emporte par cinq buts à un.

### En sélection nationale
Joël Drommel est sélectionné avec l'équipe des Pays-Bas des moins de 19 ans pour participer au championnat d'Europe des moins de 19 ans en 2015. Il est le portier titulaire de la sélection durant ce tournoi organisé en Grèce. Il joue les trois matchs de son équipe, mais ne parvient toutefois pas à passer la phase de groupe.
Le 6 novembre 2015, Drommel est convoqué pour la première fois avec l'équipe des Pays-Bas espoirs par le sélectionneur Fred Grim.
Le 15 novembre 2016, il figure pour la première fois sur le banc des remplaçants de l'équipe espoirs, mais sans rentrer en jeu, lors d'une rencontre amicale face au Portugal (1-1). Joël Drommel joue finalement son premier match avec l'équipe des Pays-Bas espoirs le 24 mars 2017, face à la Finlande, contre qui son équipe s'impose (2-0).

## Palmarès
FC Twente
- Championnat des Pays-Bas de deuxième division (1) :
  - Champion en 2019.

 PSV Eindhoven
- Coupe des Pays-Bas (2) :
  - Vainqueur en 2022 et 2023.